# Chijindu Ujah
Chijindu Ujah (Londra, 5 marzo 1994) è un velocista britannico, campione mondiale della staffetta 4×100 metri a Londra 2017.

## Biografia
Si è messo in mostra ai campionati europei juniores di Rieti 2013 vincendo i 100 m piani in 10"40.
L'8 giugno 2014, a Hengelo, ha corso i 100 m piani in 9"96, diventando il 93º atleta di sempre a scendere sotto i 10 secondi.
Ha rappresentato la Gran Bretagna ai Giochi olimpici estivi di Rio de Janeiro 2016, dove è stato eliminato in semifinale nei 100 m piani e quinto nella 4×100 m, gareggiando solo in batteria.
Ai mondiali di Londra 2017 si è laureato campione iridato nella staffetta 4×100 m con Adam Gemili, Daniel Talbot, Nethaneel Mitchell-Blake. Nell'occasione, grazie al tempo di 37"47, il quartetto ha stabilito il nuovo primato europeo della specialità. Lo stesso anno ha vinto la Diamond League nei 100 m.
Nella staffetta 4×100 m si è laureato anche campione continentale agli europei di Berlino 2018.
Ai Giochi olimpici di Tokyo 2020 ha raggiunto la semifinale nei 100 m piani, con il tempo di 10"11, e con i connazionali Zharnel Hughes, Richard Kilty, Nethaneel Mitchell-Blake, e arrivato secondo  nella staffetta 4×100 m, con il tempo di 37"51, terminando alle spalle della staffetta italiana di un centesimo. Il 12 agosto 2021 è stato sospeso dopo essere risultato positivo a delle sostanze proibite (SARM S23 e Ostarine) ad un test anti-doping effettuato nel corso delle Olimpiadi, doping confermato il 14 settembre 2021. A seguito di ciò la staffetta britannica è stata squalificata e  privata della medaglia d'argento che è stata vinta dalla staffetta del Canada.

## Palmarès
| Anno | Manifestazione  | Sede           | Evento      | Risultato  | Prestazione | Note                                                     |
| ---- | --------------- | -------------- | ----------- | ---------- | ----------- | -------------------------------------------------------- |
| 2012 | Mondiali U20    | Barcellona     | 100 m piani | 6º         | 10"39       | Miglior prestazione personale                            |
| 2012 | Mondiali U20    | Barcellona     | 4×100 m     | Finale     | dq          |                                                          |
| 2013 | Europei U20     | Rieti          | 100 m piani | Oro        | 10"40       |                                                          |
| 2015 | Europei indoor  | Praga          | 60 m piani  | Finale     | dq          |                                                          |
| 2015 | Mondiali        | Pechino        | 100 m piani | Semifinale | 10"05       |                                                          |
| 2015 | Mondiali        | Pechino        | 4×100 m     | Finale     | dnf         |                                                          |
| 2016 | Europei         | Amsterdam      | 4×100 m     | Oro        | 38"17       |                                                          |
| 2016 | Giochi olimpici | Rio de Janeiro | 100 m piani | Semifinale | 10"01       | Miglior prestazione personale stagionale                 |
| 2016 | Giochi olimpici | Rio de Janeiro | 4×100 m     | 5º         | 37"98       | [ 3 ]                                                    |
| 2017 | World Relays    | Nassau         | 4×100 m     | Finale     | dnf         |                                                          |
| 2017 | Mondiali        | Londra         | 100 m piani | Semifinale | 10"12       |                                                          |
| 2017 | Mondiali        | Londra         | 4×100 m     | Oro        | 37"47       | Record europeo · Miglior prestazione mondiale stagionale |
| 2018 | Mondiali indoor | Birmingham     | 60 m piani  | Semifinale | dq          |                                                          |
| 2018 | Europei         | Berlino        | 100 m piani | 4º         | 10"06       | Miglior prestazione personale stagionale                 |
| 2018 | Europei         | Berlino        | 4×100 m     | Oro        | 37"80       |                                                          |
| 2019 | World Relays    | Yokohama       | 4×100 m     | Bronzo     | 38"15       |                                                          |
| 2021 | Giochi olimpici | Tokyo          | 100 m piani | Semifinale | 10"11       |                                                          |
| 2021 | Giochi olimpici | Tokyo          | 4×100 m     | dq         | 37"51       | [ 4 ] [ 5 ]                                              |
| 2024 | Europei         | Roma           | 100 m piani | Semifinale | 10"24       |                                                          |
| 2024 | Europei         | Roma           | 4×100 m     | Batteria   | 39"60       |                                                          |

## Altre competizioni internazionali
2016
- 6º al Golden Gala Pietro Mennea ( Roma), 100 m piani - 10"15
- Bronzo al Birmingham Grand Prix ( Birmingham), 100 m piani - 10"12
- 6º ai London Anniversary Games ( Londra), 100 m piani - 10"16
- 8º al Meeting de Paris ( Parigi), 100 m piani - 10"15
- 8º al Weltklasse Zürich ( Zurigo), 100 m piani - 10"13

2017
- Bronzo al Prefontaine Classic ( Eugene), 100 m piani - 9"95 w
- Oro al Golden Gala Pietro Mennea ( Roma), 100 m piani - 10"02
- Argento ai Bislett Games ( Oslo), 100 m piani - 10"02 =
- Oro ai London Anniversary Games ( Londra), 100 m piani - 10"02 =
- Oro al Meeting international Mohammed VI d'athlétisme de Rabat ( Rabat), 100 m piani - 9"98
- 4º all'Herculis ( Monaco), 100 m piani - 10"02
- Oro al Birmingham Grand Prix ( Birmingham), 100 m piani - 10"08
- Oro al Weltklasse Zürich ( Zurigo), 100 m piani - 9"97
- Vincitore della Diamond League nella specialità dei 100 m piani